# Конрад Шенк фон Лимпург-Шпекфелд
Конрад Шенк фон Лимпург-Шпекфелд (на немски: Konrad Schenk von Limpurg-Speckfeld; * 4 септември 1570; † 10 октомври 1634) е наследствен шенк на Лимпург, господар в замък Шпекфелд над Маркт Айнерсхайм в Бавария.

## Произход
Той е син на Фридрих VI Шенк фон Лимпург (1536 – 1596) и втората му съпруга шенка Агнес фон Лимпург-Гайлдорф (1542 – 1606), дъщеря на Вилхелм III Шенк фон Лимпург (1498 – 1552) и Анна дела Скала/фон дер Лайтер († сл. 1545). Брат е на Вилхелм Шенк фон Лимпург-Шпекфелд (1568 – 1633), главен фогт на Гьопинген, и на Хайнрих II Шенк фон Лимпург (1573 – 1637), фрайхер на Лимпург-Зонтхайм. Полубрат е на Еберхард I Шенк фон Лимпург-Шпекфелд (1560 – 1622), шенк на Лимбург, господар на Шпекфелд, и Георг Шенк фон Лимпург (1564 – 1628), шенк на Лимпург.
Конрад Шенк фон Лимпург-Шпекфелд умира бездетен на 10 октомври 1634 г. на 64 години.

## Фамилия
Конрад Шенк фон Лимпург-Шпекфелд се жени за Регина фон Полхайм-Вартенберг (* 1589; † 17 септември 1635), дъщеря на фрайхер Вайкард фон Полхайм († 1609) и фрайин Сабина фон Лимпург-Шпекфелд († 1620), дъщеря на Карл I Шенк фон Лимпург-Шпекфелд (1498 – 1558) и вилд и Рейнграфиня Аделхайд фон Кирбург († 1580). Те нямат деца. Нейната сестра Сузана фон Полхайм († 1646) е омъжена за Кристиан Лудвиг фон Лимпург-Гайлдорф (1600 – 1650), син на Албрехт III Шенк фон Лимпург (1568 – 1619) и фрайин Емилия фон Рогендорф († 1650).